# Pharmaco-épidémiologie
La pharmaco-épidémiologie est une discipline mettant en application les méthodes et/ou le raisonnement épidémiologique pour évaluer, généralement sur de grandes populations, l'efficacité, le risque, le bénéfice et l'usage des médicaments en vie réelle.
La pharmaco-épidémiologie est une fusion du terme pharmacologie, l'étude des interactions entre les médicaments et les organismes vivants, et du terme épidémiologie, l'étude de la fréquence et des causes des maladies ou tout autre facteur susceptible d'exercer une influence sur leur fréquence et leur distribution.

## Historique
- Molécules d'efficacité comparable de plus en plus nombreuses
- Affaires : DES (1976), Thalidomide (1962)
- Prise de conscience des limites d’extrapolation des essais cliniques à la vraie vie
- Événements rares souvent graves doivent être détectés le plus rapidement possible
- Sensibilisation des autorités sanitaires, des professionnels du médicament
- Amélioration des outils de développement et d'évaluation
- Pharmacovigilance, années 1970
- Pharmaco-épidémiologie : années 1980, nombreuses études antérieures.

## Vie du médicament après sa commercialisation
Le médicament à l'épreuve du corps médical et des malades :
- Conditions d'utilisation non expérimentales
- Vie réelle, situation réelle de prescription, pratique réelle
- Le médecin et le malade ont le choix du traitement
- Distribution du médicament dans la population ne se fait plus au hasard
- Critères de prescription : nouveauté, absence d'efficacité, mauvaise tolérance des traitements antérieurs
- Nombre de patients utilisant le médicament beaucoup plus important
- Population cible et population rejointe (de dissémination)
- Possible modification du rapport bénéfice/risque

Ces informations et analyses concernent :
- les industries pharmaceutiques ;
- les autorités de santé, en France, par exemple, la direction générale de la santé et les agences spécialisées telles que l’Agence nationale de sécurité du médicament et des produits de santé (ANSM), l'Agence française de sécurité sanitaire des aliments (Afssa) et l’Institut de veille sanitaire (InVS) ;
- les prescripteurs ;
- les patients.

## Études en pharmaco-épidémiologie
Pour être au plus proche de ce qui se pratique dans la « vraie vie », les études pharmaco-épidémiologiques sont observationnelles car elles supposent le moins possible d’interventions sur :
- le choix du traitement (Intérêt des bases de données) ;
- le suivi des sujets traités par un médicament (visites et examens non imposés) ;
- les coprescriptions.

Les objectifs de l'évaluation de l’utilisation des médicaments sont :
- la description des modalités de prescription des médicaments ;
- la description des modalités d’utilisation des médicaments ;
- l'identification des déterminants de la prescription ;
- l'identification des déterminants de l’utilisation.